# Pierre Francey
Pierre Francey  ( 1910 - 13 de enero de 1944 ) fue un botánico suizo, especializado en el género Cestrum. Fue profesor en la Escuela Superior de Sainte-Croix, en Vaud.

## Algunas publicaciones
- 1936. Monographie du genre Cestrum L. Editor Société Genevoise d'Editions et Impressions, 485 pp.

- 1932. Nouveaux dérivés halogénés de l'acide *-naphtoïque. Editor H. Held, 31 pp.

## Honores

### Eponimia
- (Solanaceae) Cestrum franceyi J.F.Macbr. ex C.V.Morton[3]

- La abreviatura «Francey» se emplea para indicar a Pierre Francey como autoridad en la descripción y clasificación científica de los vegetales.[4]

Sus 300 identificaciones y clasificaciones de nuevas especies las publicaba en Candollea.